# Palais en Jazz
Palais en Jazz est un festival de jazz qui se déroule sur une période de deux jours, le dernier week-end du mois de juin, au Château de Compiègne, à Compiègne, dans le département de l'Oise, en région des Hauts-de-France, en France.

## Programmation
Lancé en 2012, le festival Palais en Jazz a accueilli plusieurs artistes de renommée internationale tels que :
- Peter Cincotti[2].
- Dee Dee Bridgewater[3].
- Kyle Eastwood[4].
- Manu Katché[5].
- China Moses[6].
- Thomas Dutronc[7].
- Michel Legrand[8].
- Marcus Miller[9].
- Victor Wooten[10].
- Erik Truffaz[11].
- Michel Jonasz[12].
- Billy Cobham[12].
- Meshell Ndegeocello
- Paco Sery
- Fink (groupe)
- Imany